# The Young and the Hopeless
The Young and the Hopeless je drugi studijski album američkog sastava Good Charlotte, objavljen 1. studenoga 2002.
Ime albuma (hrv.: "Mladi i beznadni") je parodija na TV sapunicu Mladi i nemirni, dok je najpoznatija pjesma s albuma, "Lyfestyles of the Rich & Famous" parodija na istoimenu emisiji iz 1980-tih. Ostali singlovi s albuma su "The Anthem", "Girls & Boys", "The Young & the Hopeless" i "Hold On". Ovim albumom, koji se nalazio na 7. mjestu Billboard 200 top liste, te je u SAD-u prodan u više od 3 milijuna primjeraka, Good Charlotte su stekli širu popularnost.

## Popis pjesama
1. "A New Beginning" – 1:48
2. "The Anthem" – 2:55
3. "Lifestyles of the Rich & Famous" - 3:10
4. "Wondering" – 3:31
5. "The Story of My Old Man" – 2:42
6. "Girls & Boys" – 3:01
7. "My Bloody Valentine" – 3:54
8. "Hold On" – 4:06
9. "Riot Girl" – 2:17
10. "Say Anything" – 4:21
11. "The Day That I Die" – 2:58
12. "The Young & the Hopeless" – 3:32
13. "Emotionless" – 4:02
14. "Movin' On" - 3:26

## Osoblje
Good Charlotte
- Billy Martin - gitara, klavijature
- Benji Madden - gitara, prateći vokali
- Joel Madden - vokali
- Paul Thomas - bas-gitara
- Josh Freese - bubnjevi

## Top liste
| Top lista (2003.)                 | Pozicija |
| --------------------------------- | -------- |
| ARIA Albums Chart                 | 9        |
| Austrija - Top 75                 | 20       |
| Švedska - Top 60                  | 7        |
| Novi Zeland - Top 40              | 10       |
| Billboard European Top 100 Albums | 15       |
| UK Top 75                         | 15       |
| Iska - Top 50                     | 16       |
| Njemačaka - Top 100               | 37       |
| Švicarska - Top 100               | 46       |
| Nizozemska Top 100                | 57       |
| Francuska - Top 150               | 63       |
| Top Pop Catalog Albums            | 6        |
| Billboard 200                     | 7        |
| Billboard 200 - kraj godine       | 18       |
| Top Internet Albums               | 7        |
| Billboard Comprehensive Albums    | 49       |

### Singlovi
| Godina | Singl                             | Top lista             | Pozicija |
| ------ | --------------------------------- | --------------------- | -------- |
| 2002.  | "Lifestyles of the Rich & Famous" | Modern Rock Tracks    | 11       |
| 2002.  | "Lifestyles of the Rich & Famous" | The Billboard Hot 100 | 20       |
| 2002.  | "Lifestyles of the Rich & Famous" | Top 40 Mainstream     | 6        |
| 2002.  | "Lifestyles of the Rich & Famous" | Top 40 Tracks         | 11       |
| 2003.  | "Girls & Boys"                    | The Billboard Hot 100 | 48       |
| 2003   | "Girls & Boys"                    | Top 40 Mainstream     | 10       |
| 2003.  | "Girls & Boys"                    | Top 40 Tracks         | 25       |
| 2003.  | "Lifestyles of the Rich & Famous" | Adult Top 40          | 38       |
| 2003.  | "The Anthem"                      | Modern Rock Tracks    | 10       |
| 2003.  | "The Anthem"                      | The Billboard Hot 100 | 43       |
| 2003.  | "The Anthem"                      | Top 40 Mainstream     | 11       |
| 2003.  | "The Anthem"                      | Top 40 Tracks         | 23       |
| 2003.  | "The Young & the Hopeless"        | Modern Rock Tracks    | 28       |
| 2004.  | "Hold On"                         | The Billboard Hot 100 | 63       |
| 2004.  | "Hold On"                         | Top 40 Mainstream     | 17       |
| 2004.  | "Hold On"                         | Top 40 Tracks         | 31       |

## Naklade
| Država     | Prodanja  | Naklada       |
| ---------- | --------- | ------------- |
| Australija | 70.000    | Platinasta    |
| Kanada     | 200.000   | 2x Platinasta |
| Francuska  | 35.000    | Srebrna       |
| UK         | 300.000   | Platinasta    |
| SAD        | 3,000,000 | 3x Platinasta |